# Drumul Crucii din Miercurea Ciuc
Calea Crucii din Miercurea Ciuc este un ansamblu de monumente istorice religioase aflat pe teritoriul municipiului Miercurea Ciuc.
Ansamblul de tip Calea Crucii este format din următoarele monumente:
- Capela romano-catolică „Sf. Anton” (cod LMI HR-II-m-A-12720.01)
- Capela romano-catolică „Passio” (a Patimilor) (cod LMI HR-II-m-A-12720.02)
- Capela romano-catolică „Salvator” (cod LMI HR-II-m-A-12720.03)